# اروس (یاردیملی)
اروس (به لاتین: Ərus) یک منطقه مسکونی در جمهوری آذربایجان است که در شهرستان یاردیملی واقع شده است. اروس ۱۵۴۸ نفر جمعیت‌دارد.